# Leucauge festiva
Leucauge festiva är en spindelart som först beskrevs av John Blackwall 1866.  Leucauge festiva ingår i släktet Leucauge och familjen käkspindlar. Inga underarter finns listade i Catalogue of Life.